# Метод MP2
Метод MP2 — один з найпростіших квантовохімічних методів урахування кореляційної енергії в багатоелектронних молекулярних системах, що належить до групи методів, в основі яких лежить теорія збурень Меллера — Плессета.
Розрахунки, виконані з використанням цієї теорії, не дають загальної кореляційної енергії, а приблизно половину від її величини. Однак цей метод є простішим у порівнянні з розрахунками, де використовується конфігураційна взаємодія, і він добре відтворює енергетичні ефекти кореляції електронів.